# Liste der denkmalgeschützten Objekte in Uhrovec
Die Liste der denkmalgeschützten Objekte in Uhrovec enthält die elf nach slowakischen Denkmalschutzvorschriften geschützten Objekte in der Gemeinde Uhrovec im Okres Bánovce nad Bebravou.

## Denkmäler
| Foto |                 | Denkmal / č. ÚZPF                         | Standort / Konskr. Nr.                                 | Offizielle Beschreibung                      | Beschreibung                                                                     | Metadaten                                                          |
| ---- | --------------- | ----------------------------------------- | ------------------------------------------------------ | -------------------------------------------- | -------------------------------------------------------------------------------- | ------------------------------------------------------------------ |
| ja   | Datei hochladen | Denkmal(sk) ObjektID: 301-261/1           | Standort KG: Uhrovec Konskr.Nr.:                       | zavraždení partizáni;pom.upáleným partizánom | für die ermordeten (verbrannten) Partisanen                                      | č. NKP: 301-261/1 Stand des NKP: 2012-02-28 Name: POMNÍK           |
|      | Datei hochladen | Steinpyramide(sk) ObjektID: 301-261/2     | KG: Uhrovec Konskr.Nr.:                                | zavraždení partizáni;pom.upáleným partizánom | für die ermordeten (verbrannten) Partisanen                                      | č. NKP: 301-261/2 Stand des NKP: 2012-02-28 Name: MOHYLA           |
|      | Datei hochladen | Gedenkfriedhof(sk) ObjektID: 301-261/3    | KG: Uhrovec Konskr.Nr.:                                | symbolický-SNP;pom.upáleným partizánom       | symbolisch für den Nationalaufstand, für die ermordeten (verbrannten) Partisanen | č. NKP: 301-261/3 Stand des NKP: 2012-02-28 Name: CINTORÍN PAMÄTNÝ |
| ja   | Datei hochladen | Denkmal mit Büste(sk) ObjektID: 301-265/0 | Standort KG: Uhrovec Konskr.Nr.:                       | Štúr ;1815-1856                              | Denkmal mit Büste von Ľudovít Štúr                                               | č. NKP: 301-265/0 Stand des NKP: 2012-02-28 Name: POMNÍK S BUSTOU  |
|      | Datei hochladen | Gedenktafel(sk) ObjektID: 301-267/0       | KG: Uhrovec Konskr.Nr.:                                | Masník Tobiáš;1640-1697,spis.,kňaz           | für den Geistlichen, Lehrer und Schriftsteller Tobiáš Masník (1640-1697)         | č. NKP: 301-267/0 Stand des NKP: 2012-02-28 Name: TABUĽA PAMÄTNÁ   |
| ja   | Datei hochladen | Gedenkhaus(sk) ObjektID: 301-263/1        | 145 Standort KG: Uhrovec Konskr.Nr.: 145               | Štúr Ľudovít;Rodný dom Ľ.Štúra               | Geburtshaus von Ľudovít Štúr (und Alexander Dubcek)                              | č. NKP: 301-263/1 Stand des NKP: 2012-02-28 Name: DOM PAMÄTNÝ      |
| ja   | Datei hochladen | Gedenktafel(sk) ObjektID: 301-263/2       | 145 Standort KG: Uhrovec Konskr.Nr.: 145               | Štúr Ľudovít;1815-1856                       | für Štúr                                                                         | č. NKP: 301-263/2 Stand des NKP: 2012-02-28 Name: TABUĽA PAMÄTNÁ   |
| BW   | Datei hochladen | Schule(sk) ObjektID: 301-2076/0           | SNP ul. 71 Standort KG: Uhrovec Konskr.Nr.: 71         | stredná odborná;Rezbárska škola              | sekundäre Berufsschule, Schnitzereischule                                        | č. NKP: 301-2076/0 Stand des NKP: 2012-02-28 Name: ŠKOLA           |
| BW   | Datei hochladen | Glashütte(sk) ObjektID: 301-2487/0        | Štefánikova ul. 1 Standort KG: Uhrovec Konskr.Nr.: 174 | bývalá skláreň                               | ehem. Glashütte                                                                  | č. NKP: 301-2487/0 Stand des NKP: 2012-02-28 Name: SKLÁREŇ         |
| ja   | Datei hochladen | Schloss(sk) ObjektID: 301-268/1           | Štúrovo nám. 147 Standort KG: Uhrovec Konskr.Nr.: 13   |                                              |                                                                                  | č. NKP: 301-268/1 Stand des NKP: 2012-02-28 Name: KAŠTIEĽ          |
| BW   | Datei hochladen | Park(sk) ObjektID: 301-268/2              | Štúrovo nám. Standort KG: Uhrovec Konskr.Nr.:          |                                              |                                                                                  | č. NKP: 301-268/2 Stand des NKP: 2012-02-28 Name: PARK             |

## Legende
Die Tabelle enthält im Einzelnen folgende Informationen:
| Foto:                    | Fotografie des Denkmals. |
| Denkmal / č. ÚZPF:       | Die Übersetzung der Bezeichnung des Denkmals, wie sie vom Slowakischen Denkmalamt (Pamiatkový úrad Slovenskej republiky) verwendet wird. Die Originalbezeichnung ist unter dem Fragezeichen angegeben. Fehlt die Übersetzung, so wird die Originalbezeichnung direkt angezeigt. Weiters ist die Objekt-Identifikationsnummer (Objekt ID) angeführt. Sie ist die offizielle, in der Slowakei eindeutige Nummer č. ÚZPF inklusive der zugehörigen Zählnummer, wie sie in den Daten des Denkmalamtes angegeben wird. Da diese nur innerhalb eines Landkreises gezählt wird, ist dessen Nummer der Denkmalnummer vorangestellt. |
| Standort:                | Wenn in der Liste vorhanden, ist die Adresse angegeben. In Klammern kann sich noch eine zusätzliche Adresse befinden, wenn es beispielsweise ein Eckhaus ist. Bei freistehenden Objekten ohne Adresse (zum Beispiel bei Bildstöcken) ist eine Adresse angegeben, die in der Nähe des Objekts liegt. Durch Aufruf des Links Standort wird die Lage des Denkmals in verschiedenen Kartenprojekten angezeigt. Darunter sind die Katastralgemeinde (KG) und, wenn vorhanden, die Konskriptionsnummer (Konskr. Nr.) angegeben.                                                                                                   |
| Offizielle Beschreibung: | Es ist die Kurzbeschreibung auf Slowakisch, wie sie in den offiziellen Listen angegeben ist, eingetragen. |
| Beschreibung:            | Kurze Angaben zum Denkmal auf Deutsch. |
| Metadaten:               | Zusätzlich werden, wenn in den persönlichen Einstellungen das Helferlein Dauerhaftes Einblenden von Metadaten aktiviert ist, ebensolche angezeigt. |

- Karte mit allen Koordinaten:
- OSM |
- WikiMap